# Album studyjny

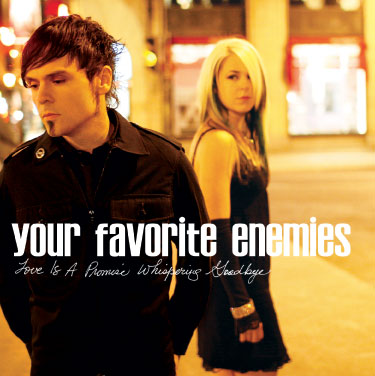
Okładka albumu studyjnego Love Is a Promise Whispering Goodbye zespołu Your Favorite Enemies

Album studyjny – album muzyczny składający się z wybranych utworów nagranych w studiu nagraniowym.
Album studyjny w stosunku do albumu kompilacyjnego (który zwykle zawiera również utwory studyjne) zawiera nowe utwory nagrane przez artystę, a kompilacja – materiał poprzednio opublikowany i już znany. Albumy studyjne zwykle nie zawierają nagrań na żywo i remiksów, a w innych przypadkach, zazwyczaj dodawane są jako utwory dodatkowe i stanowią niewielką część albumu.